# Gare de Salses
La gare de Salses est une gare ferroviaire française de la ligne de Narbonne à Port-Bou (frontière), située sur le territoire de la commune de Salses-le-Château, à proximité du centre bourg, dans le département des Pyrénées-Orientales en région Occitanie.
Elle est mise en service en 1858 par la Compagnie des chemins de fer du Midi et du Canal latéral à la Garonne. 
C'est une halte ferroviaire de la Société nationale des chemins de fer français (SNCF) desservie par des trains express régionaux TER Occitanie.

## Situation ferroviaire
Établie à 12 mètres d'altitude, la gare de Salses est située au point kilométrique (PK) 449,966 de la ligne de Narbonne à Port-Bou (frontière), entre les gares ouvertes de Leucate-La Franqui et de Rivesaltes.

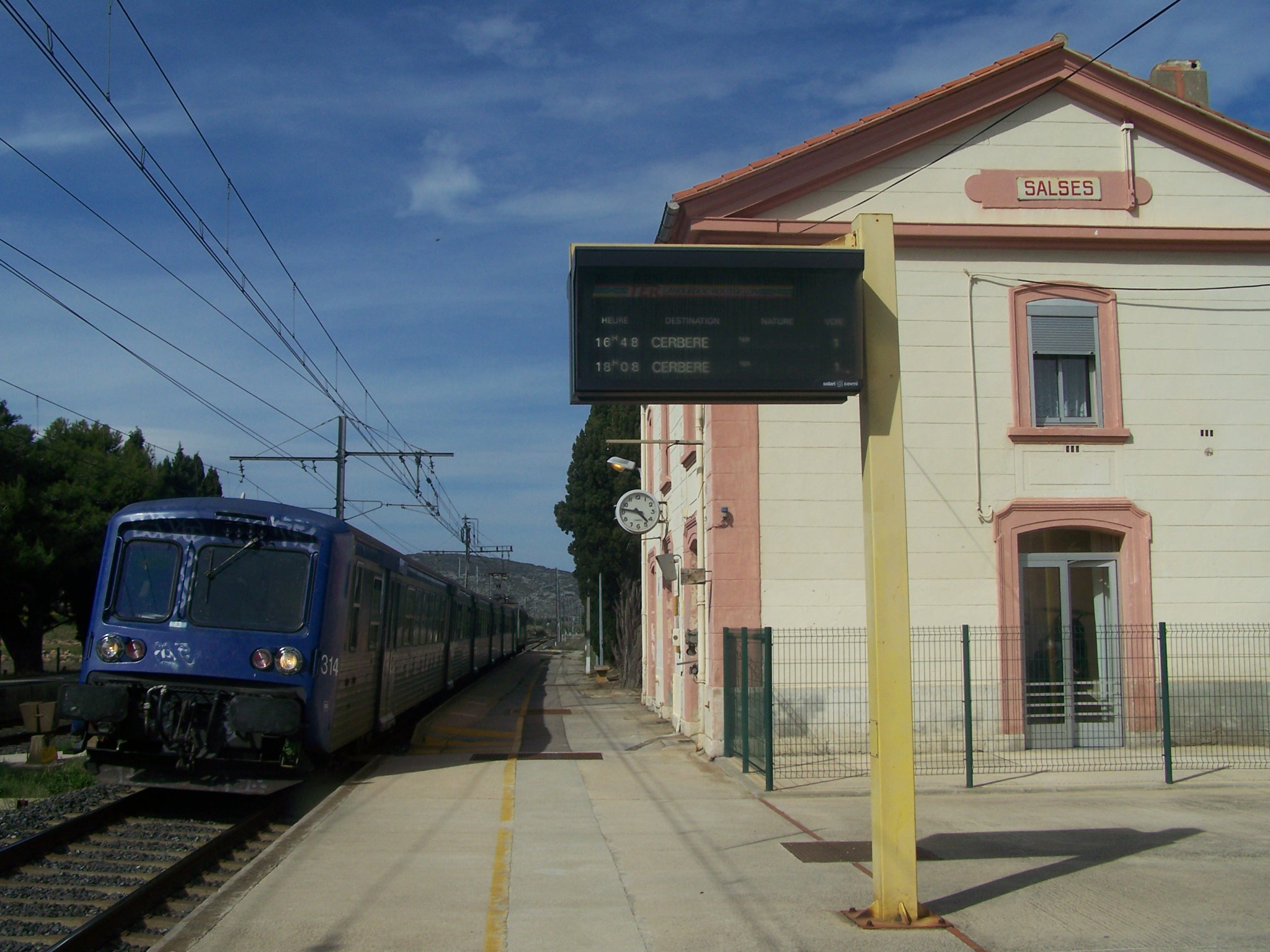
Arrivée d'un TER.

## Histoire
La Compagnie des chemins de fer du Midi et du Canal latéral à la Garonne, concessionnaire d'un chemin de fer de Narbonne à Perpignan, met en service la station de Salses le 20 février 1858 avec la première section de Narbonne à Le Vernet.
La gare connait l'électrification et la mise en place de la signalisation BAL actuelle en 1981.

## Fréquentation
En 2014, selon les estimations de la SNCF, la fréquentation annuelle de la gare était de 11 008 voyageurs.
De 2015 à 2021, selon les estimations de la SNCF, la fréquentation annuelle de la gare s'élève aux nombres indiqués dans le tableau ci-dessous. :
| Année     | 2015   | 2016   | 2017   | 2018   | 2019   | 2020   | 2021   | 2022   | 2023   |
| --------- | ------ | ------ | ------ | ------ | ------ | ------ | ------ | ------ | ------ |
| Voyageurs | 12 810 | 11 846 | 14 103 | 12 473 | 17 568 | 15 374 | 27 822 | 39 917 | 44 852 |

## Service des voyageurs

### Accueil
Halte SNCF, c'est un point d'arrêt non géré (PANG) à entrée libre.

### Desserte
Salses est desservie par des trains du réseau TER Occitanie qui circulent entre Narbonne et Perpignan. Certains trains sont prolongés au-delà de Narbonne vers Toulouse-Matabiau ou Nîmes et Avignon-Centre, tandis que d'autres sont prolongés au-delà de Perpignan vers Cerbère ou Portbou. Le temps de trajet est d'environ 30 minutes depuis Narbonne et d'environ 15 à 20 minutes depuis Perpignan.

### Intermodalité
Un parking pour les véhicules est aménagé.